# Villa Serrano
Villa Serrano ist eine Landstadt im Departamento Chuquisaca im südamerikanischen Andenstaat Bolivien.

## Lage im Nahraum
Villa Serrano ist Sitz der Verwaltung der Provinz Belisario Boeto und ist zentraler Ort im Cantón Villa Serrano im Municipio Villa Serrano. Die Stadt liegt auf einer Höhe von 2122 m am Río Pescado in einem Becken am Ostabhang der bolivianischen Cordillera Central. Wenige Kilometer östlich der Ortschaft befindet sich der Nationalpark Río Grande Mascicuri an der Grenze zwischen den Departamentos Chuquisaca und Santa Cruz.

## Geographie
Villa Serrano liegt zwischen dem Altiplano und dem bolivianischen Tiefland im Höhenzug der bolivianischen Cordillera Central. Das Klima ist warm-gemäßigt und ein typisches Tageszeitenklima, bei dem die Temperaturunterschiede im Tagesverlauf stärker schwanken als im Jahresverlauf.
Die Jahresdurchschnittstemperatur in der Region liegt bei gut 17 °C (siehe Klimadiagramm Villa Serrano), die Monatsdurchschnittswerte schwanken zwischen 14 °C im Juni/Juli und 19 °C von November bis Januar. Der Jahresniederschlag beträgt 640 mm und weist vier aride Monate von Mai bis August mit Monatswerten unter 10 mm auf, und eine deutliche Feuchtezeit von Dezember bis Februar mit Monatsniederschlägen zwischen 100 und 130 mm.
Zur Überbrückung der Trockenzeit bauten die Bewohner auf Anregung und mit Unterstützung des deutschen Priesters und Entwicklungshelfers Lothar Brucker († 2020) in der Zeit zwischen 1990 und 1998 einen Staudamm, der die Wasserversorgung und damit die Ernte sicherte. Für Brucker war es der zweite achtjährige Solidaritätseinsatz in Bolivien, in dem er es als weitere Ziele sah, die Infrastruktur der Gemeinde und das Bildungszentrum Ceithar auszubauen.

## Verkehrsverbindungen
Villa Serrano liegt in einer Entfernung von 214 Straßenkilometern östlich von Sucre, der Hauptstadt des Departamentos Chuquisaca.
Von Sucre aus führt ein Abschnitt der 1000 Kilometer langen Nationalstraße Ruta 6 (Bolivien) in südöstlicher Richtung 187 Kilometer über die Städte Yamparáez, Tarabuco, Zudáñez und Tomina nach Padilla und dann weiter ins Tiefland. In Padilla zweigt eine Landstraße in nördlicher Richtung ab, die nach weiteren 27 Kilometern Villa Serrano erreicht und weiter über Pucará und Guadalupe nach Vallegrande und Mataral führt.

## Bevölkerung
Die Einwohnerzahl der Stadt ist in den vergangenen beiden Jahrzehnten um etwa zwei Drittel angestiegen:
| Jahr | Einwohner | Quelle       |
| ---- | --------- | ------------ |
| 1992 | 1916      | Volkszählung |
| 2001 | 2872      | Volkszählung |
| 2012 | 3298      | Volkszählung |
| 2024 |           | Volkszählung |

Die Region weist einen gewissen Anteil an Quechua-Bevölkerung auf, im Municipio Villa Serrano sprechen 29,1 Prozent der Bevölkerung Quechua.